# Tiefenbach (Gemeinden Lichtenegg, Krumbach, Thomasberg)
Tiefenbach ist eine Streusiedlung in den Gemeinden Lichtenegg und Krumbach im Bezirk Wiener Neustadt-Land sowie in Thomasberg im Bezirk Neunkirchen in Niederösterreich.

## Geografie
Der nordwestlich von Krumbach gelegene, vom Tiefenbach durchflossene Ort befindet sich in drei Gemeinden; der Tiefenbach stellt die Grenze zwischen den Bezirken Wiener Neustadt und Neunkirchen dar und der im Ort einmündende Arbesbach bildet die Gemeindegrenze zwischen Krumbach und Lichtenegg. Tiefenbach ist Station bei einer Wandung durch die Tiefenbach Au, die sich unterhalb des Ortes bis zum Zöbernbach erstreckt.
Am 1. April 2020 umfasste die Rotte in Thomasberg 5 Gebäude, die Streusiedlung in Krumbach 9 und die Streusiedlung in Lichtenegg 9 Gebäude. Damit umfasste die Ortslage insgesamt 23 Gebäude.

## Geschichte
Die Häuser des Ortes waren früher mit den umliegenden Siedlungen als Amt Lichtenegg zusammengefasst. Die Herrschaft Kirchschlag und die Herrschaft des Stifts Neukloster verfügten hier über behauste Untertanen und Grundholde. Nach den Theresianischen Reformen wurde der Ort dem Kreis Unter-Wienerwald unterstellt. Laut Franziszeischen Kataster von 1820 bestand der Ort damals aus einigen kleinen Anwesen. Mit dem Umbruch 1848 gelangte der Ort bis 1867 zum Amtsbezirk Kirchschlag.
Im Adressbuch von Österreich waren im Jahr 1938 in Tiefenbach ein Gastwirt und einige Landwirte verzeichnet.